# SN 2010at
SN 2010at – supernowa typu Ia-pec odkryta 19 marca 2010 roku w galaktyce M+13-09-10. W momencie odkrycia miała maksymalną jasność 17,20m.